# Distrito de Lázarevskoye

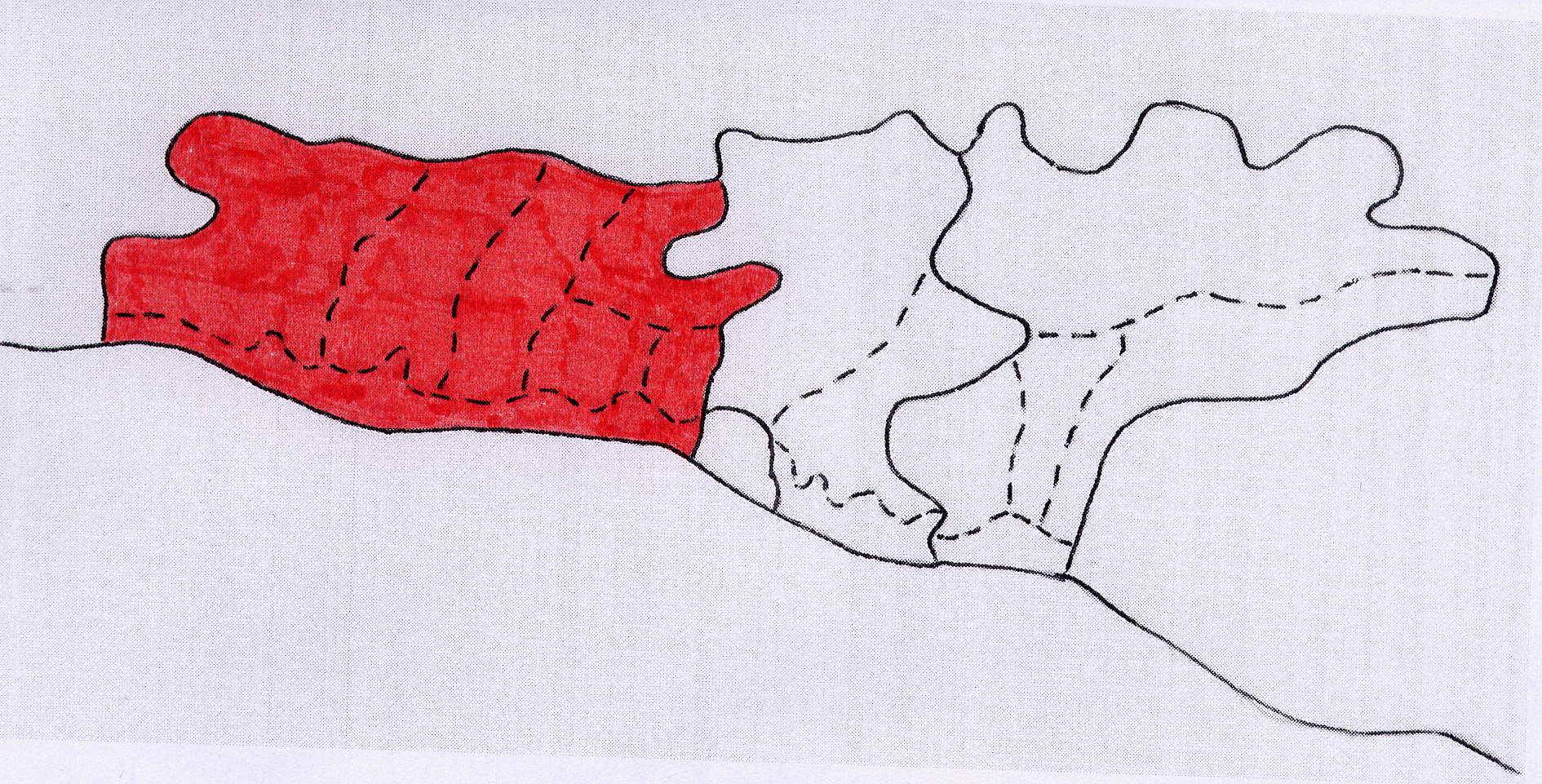
Situación del distrito de Lazárevskoye en la unidad municipal de la ciudad-balneario de Sochi.

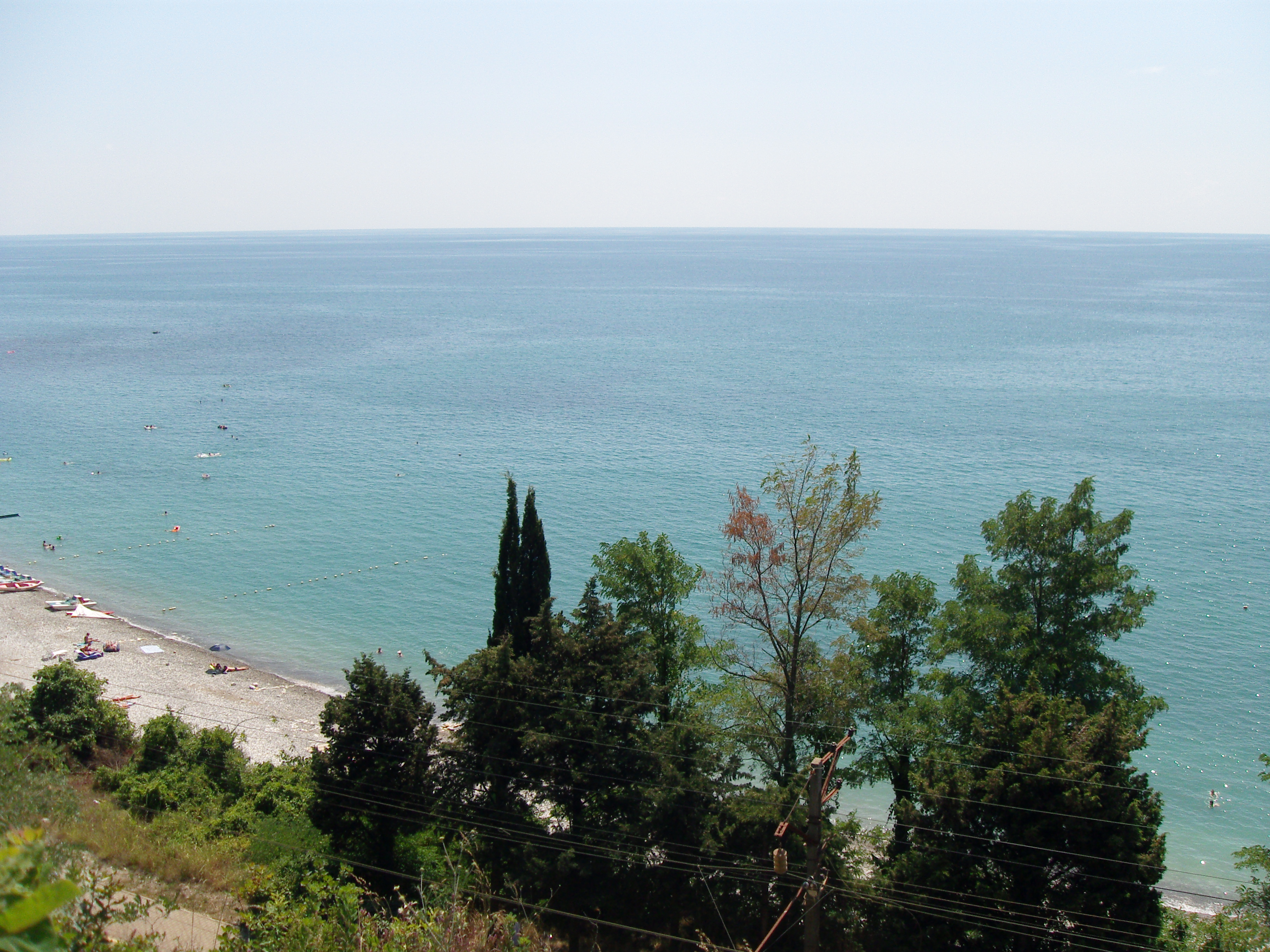
Costa del mar Negro en el distrito.

El distrito de Lázarevskoye (en ruso: Лазаревский район, Lázarevski raión) es uno de los cuatro distritos en los que se divide la unidad municipal de la ciudad-balneario de Sochi del krai de Krasnodar del sur de Rusia. Tenía una superficie de 1 744 km² y 84 149 habitantes en 2010 Su centro administrativo es Lázarevskoye.
El distrito, el más grande de la unidad municipal, está situado entre la costa del mar Negro al sur y la cordillera principal del Cáucaso, entre el extremo oriental del valle del río Shepsi, que lo separa del raión de Tuapsé y el paso de Mamaika, que lo separa del distrito central de la unidad municipal. Al este limita con el distrito de Josta.

## Historia
El 16 de enero de 1934 el seló Lázarevskoye fue trasladado administrativamente del raión de Tuapsé al raión nacional shapsug del krai de Azov-Mar Negro, convirtiéndose en centro del raión nacional. El 25 de marzo de 1945 el raión nacional fue rebautizado como raión de Lázarevskoye. El 10 de febrero de 1961 se disolvió el raión, cuyo territorio fue subordinado a la ciudad de Sochi, formando el distrito actual.

## División administrativa
En el distrito están incluidos algunos microdistritos urbanos de la ciudad de Sochi que están situados a lo largo de la costa al norte de la parte histórica de la ciudad: Ashé, Vishniovka, Vardané, Glubokaya Shchel, Golovinka, Golubaya Dacha, Dagomýs, Lázarevskoye, Loó, Luchezarni, Magri, Makopse, Mujortova Poliana, Nízhniaya Beranda, Nízhniaya Jobza, Solonikí, Tíjonovka, Uchderé, Chemitokvadzhe, Shaumiánovka, Sovet-Kvadzhe y Yákornaya Shchel. 
Asimismo pertenecen al distrito seis ókrugs rurales:
- Ókrug rural Verjnelooski: Beranda, Verjnearmiánskaya Jobza, Verjnearmiánskoye Loó, Vérjneye Buu, Verjneyákornaya Shchel, Górnoye Loó, Detliazhka y Nízhneye Uchderé.
- Ókrug rural Vólkovski: Altmets, Baránovka, Varvárovka, Vasílievka, Vérjneye Uchderé, Vólkovka, Ordynka, Razbiti Kotel, Serguéi-Pole, Tretia Rota y Chetviórtaya Rota
- Ókrug rural Kírovski: Alekséyevskoye, Márino, Tatiánovka y Tjagapsh
- Ókrug rural Kichmaiski: Bolshói Kichmái, Mali Kichmái, Volkonka, Zubova Shchel y Katkova Shchel
- Ókrug rural Lygotjski: Kalezh, Lygotj, Mamédova Shchel, Nadzhigo y Jadzhiko
- Ókrug rural Solojaulski: Bzogu, Verjnerúskoye Loó, Otrádnoye, Solojaúl, Jartsiz Vtorói y Jartsiz Pervi

## Demografía
| Año  | Población (urbana) |
| ---- | ------------------ |
| 1959 | 37 389             |
| 1970 | 41 633             |
| 1979 | 52 376             |
| 1989 | 64 006             |
| 2002 | 63 239             |
| 2010 | 63 894             |

## Composición étnica
De los 63 239 habitantes que tenía en 2002, el 71 % era de etnia rusa, el 16.3 % era de etnia armenia, el 3.5 % era de etnia adigué, el 3.4 % era de etnia ucraniana, el 1.1 % era de etnia griega, el 0.7 % era de etnia bielorrusa, el 0.7 % era de etnia georgiana, el 0.5 % era de etnia tártara, el 0.3 % era de etnia abjasa, el 0.2 % era de etnia alemana, el 0.1 % era de etnia azerí, el 0.1 % era de etnia turca y el 0.1 % era de etnia gitana.

## Ciudades hermanadas
- Azov, Rusia.